# Centre de connexions
|  | «Hub» redirigeix aquí. Vegeu-ne altres significats a «Hub (desambiguació)». |

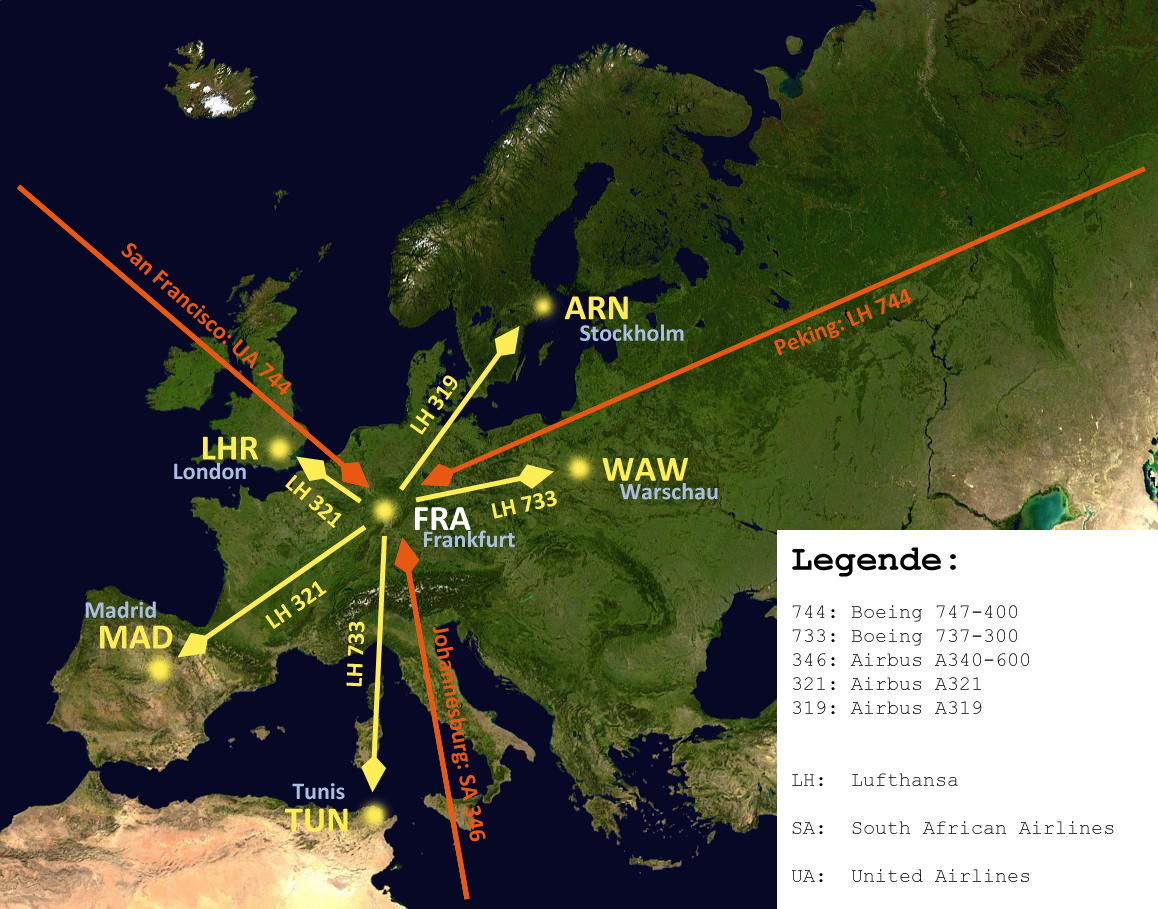
Mapa esquemàtic de les principals rutes que opera Lufthansa des de Frankfurt.

Un centre de connexions o també anomenat hub és un aeroport en el qual una aerolínia utilitza com un punt de partida per operar els seus vols. La paraula hub prové de l'anglès hub and spoke, el qual fa referència a un model de transport aeri equivalent als radis d'una roda de bicicleta: tots els moviments dels radis tenen relació amb el centre; és a dir, totes les freqüències que opera l'aerolínia parteixen des d'un aeroport, el qual tenen en comú totes les seves línies. Algunes aerolínies utilitzen un sol centre de connexions tot i que, moltes companyies utilitzen diferents aeroports. Normalment aquests mateixos aeroports utilitzats com a hubs per al transport de passatgers, ho solen ser també per al transport de mercaderies de la mateixa aerolínia.
Alguns exemples serien: 
- Aeroport de Barcelona - el Prat utilitzat per Vueling
- Aeroport Internacional de Singapur-Changi utilitzat per Singapore Airlines
- Aeroport Internacional Ministro Pistarini utilitzat per Aerolíneas Argentinas
- Aeroport de Frankfurt utitlitzat per Lufthansa
- Aeroport de Madrid-Barajas utilitzat per Iberia
- Aeroport Internacional Lester B. Pearson utilitzat per Air Canada
- Aeroport de París-Charles de Gaulle utilitzat per Air France
- Aeroport Internacional John F. Kennedy utilitzat per American Airlines
- Aeroport d'Amsterdam-Schiphol utilitzat per KLM
- Aeroport Internacional Atatürk utilitzat per Turkish Airlines
- Aeroport Internacional Hartsfield-Jackson utilitzat per Delta Air Lines
- Aeroport Internacional de Tòquio utilitzat per Japan Airlines
- Aeroport Internacional de Dubai utilitzat per Emirates
- Aeroport de Roma-Fiumicino utilitzat per Alitalia
- Aeroport Internacional El Dorado utilitzat per Avianca